# António Gedeão
António Gedeão, eigentlich Rómulo Vasco da Gama de Carvalho (* 24. November 1906 in Lissabon, Portugal; † 19. Februar 1997 ebendort) war ein bedeutender portugiesischer Wissenschaftler, Historiker und Schriftsteller. Er war als Fotograf, Herausgeber, Lyriker, Erzähler, Lehrer, Dramatiker, Sachbuchautor, Chemiker, Physiker und Essayist tätig.
Rómulo de Carvalho war für Portugal auf dem Gebiet der Wissenschaften, vor allem der Naturwissenschaften, eine Jahrhundertgestalt. Er zeichnete sich vor allem durch die Vermittlung von Naturwissenschaften an Jugendliche und Laien aus, in einem Land, das keine große naturwissenschaftliche Geschichte besaß. Als Historiker erforschte er umfassend die Geschichte der Wissenschaften in Portugal und schuf damit Standardwerke.
Auch als Schriftsteller war er bedeutend. Schon als Kind literarisch geprägt, schuf er vor allem ein poetisches Universum, das ihm innerhalb der zeitgenössischen Poesie in Portugal eine Sonderrolle einbrachte. Einige nennen ihn in einem Atemzug mit Fernando Pessoa und sind gar der Ansicht, dass es – außer Pessoa – im zwanzigsten Jahrhundert keinen bedeutenderen Dichter portugiesischer Zunge als Antonio Gedeão gegeben habe. Als Lyriker, Essayist, Dramatiker, Erzähler schuf er ein umfangreiches Werk, daneben schrieb er unzählige Sachbücher und populärwissenschaftliche Texte unter seinem Klarnamen.
Sein Einfluss auf das geistige und kulturelle Leben Portugals ist bis heute greifbar. Als Wissenschaftler hat er Standards gesetzt, die Portugal in einem vorher noch nicht dagewesener Form das Land wissenschaftlich ins zwanzigste Jahrhundert katapultierte. Als Literat ist seine Wirkung auch auf die Musik unverkennbar. Daneben spielt der exzentrische Lebenslauf de Carvalhos, der den sozialen Aufstieg vom Kind aus einfachen Verhältnissen schaffte, eine Rolle, die für Portugal lange Zeit einzigartig war.
Antonio Gedeão gilt als eine große Gestalt der portugiesischen Kultur aller Zeiten und als einer der größten Dichter portugiesischer Zunge.

## Leben

### Kindheit und Jugend
Geboren wurde er als Rómulo de Carvalho am 24. November 1906. In dieser Zeit war Portugal noch Monarchie unter König Karl I. und sein Konkurrent Fernando Pessoa gerade 18 Jahre alt.
Rómulo wurde als Sohn von Jose Avelino da Gama de Carvalho, einem einfachen Postbeamten und von Dona Rosa da Dores Oliveira Gama de Carvalho, einer Hausfrau und dilettantischen Lyrikerin, geboren. Seine Herkunft war für portugiesische Verhältnisse einfach zu nennen, die Eltern hatten keinen akademischen Hintergrund. Er war das dritte und jüngste Kind und hatte zwei ältere Schwestern, Graciete und Noemi. Sein Großvater mütterlicherseits, Dom Sebastiao Jaime da Gama de Carvalho war Kapellmeister der Kathedrale von Faro und Kirchenmusikkomponist. Rómulos Kindheit wird als sehr glücklich, harmonisch und geordnet geschildert.
Früh wurde der Junge, der heute als hochintelligent eingestuft würde, in seinem Elternhaus mit Literatur vertraut gemacht. Die Familie besaß trotz fehlendem bildungsbürgerlichem Duktus einen vollen Bücherschrank und der Junge las bereits als Kind die Klassiker der portugiesischen Literatur, mit zehn Jahren hatte bereits die Lusiaden von Camões komplett durchgelesen, sowie viele Werke von José Maria Eça de Queiroz und schulte sich an den Versen von Cesario Verde.
Sein erstes Gedicht schrieb er im Alter von fünf Jahren, wie Fernando Pessoa, und bereits mit 10 Jahren verfasste er eine Fortsetzung der Lusiaden, die mehrere Seiten eigener Gedichte umfasste, im Stil der Renaissance geschrieben war und in der Tageszeitung Noticias de Evora als Sensation veröffentlicht wurden. 1920 erschien der Text dann in einer Anthologie.  Mit 11 Jahren hatte er sich bereits als Dramatiker versucht und über seinen Zweitnamen ein kleines, fragmentarisch erhaltenes Theaterstück in fünf Akten über Vasco da Gama geschrieben.
Zunächst besuchte er das Colegio Santa Maria in Lissabon, dann ging er von 1917 bis 1925 auf das Liceu Gil Vicente. Doch zum eigentlichen Wechsel auf das Gymnasium war er noch zu jung, hatte sich immer im Unterricht gelangweilt, die Lehrer gebeten, vereinzelt in Literatur und Geschichte unterrichten zu können und lernte aus Langeweile autodidaktisch die Französische Sprache.
Auf dem Gymnasium lernte er dann seine große, kulturelle Liebe kennen, die ihn den Rest seines Lebens begleiten sollte: die Naturwissenschaften. Sie ließen ihn nicht mehr los.

### Studienjahre
Zunächst schrieb er sich 1925 als Student der Ingenieurwissenschaften  mit Schwerpunkt auf Militärtechnik in Lissabon ein. Doch schon 1928 wechselte er das Studium und begann ein Studium der Chemie und Physik an der Faculdade Sciencias e Technologia der Universität in Porto, das er 1931 abschloss. Von 1931 bis 1935 studierte er auf Lehramt und machte sein Staatsexamen 1935. Fortan arbeitete er als Lehrer für Physik und Chemie an den großen und renommierten Gymnasien des Landes, die Elitestatus hatten. So gehörten das Liceu Camoes, das Liceu Pedro Nunes und das Liceu Dom Joao III. in Coimbra dazu.
Als Student gelang ihm bereits ein literarisches Kabinettstückchen: er schrieb 1927 ein für Studenten interessantes Theaterstück über das Studieren mit dem Namen Quod est, est, dass ihn und einen Kommilitonen zu Wettbewerbssiegern bei einer Ausschreibung für Theaterstücke gemacht hatte. Zur Belohnung wurde das Stück in einer der bedeutendsten Bühnen Portugals, dem Teatro Nacional de São Carlos in Lissabon gespielt, die Hauptrolle übernahm der legendäre Schauspieler Vasco Santana und das Stück, das nur eine Saison laufen durfte, wurde ein sehr großer Erfolg.

### Der Naturwissenschaftler
Jahrzehnte bis zu seiner Pensionierung arbeitete er als Lehrer an den Schulen und war gleichzeitig unter seinem bürgerlichen Namen als Autor unzähliger populärwissenschaftlicher und naturwissenschaftlicher Werke für Kinder, Jugendliche und Laien tätig. Das brachte ihm großes Renommee ein. Der Vermittlung von Naturwissenschaften an Kinder und Jugendliche konnte er in der Praxis als Lehrer ausführen und in der Theorie als Autor. Er wusste, dass Naturwissenschaften in Portugal jahrhundertelang ein Schattendasein geführt hatten, da der Einfluss der Katholischen Kirche immens war und die Vermittlung durch die Amtskirche und die Inquisition lange verboten oder verpönt war. Aber nicht nur Schüler und Laien hatte er im Blick, sein Werk beschäftigte sich auch mit der Geschichte der Naturwissenschaften in Portugal. Vor allem die Zeit des Barocks und des Marquês de Pombal untersuchte er intensiv und er schrieb darüber einige Standardwerke in Portugal, die erstmals die Naturwissenschaften in den Fokus der stark von geistes- und kulturwissenschaften geprägten portugiesischen Wissenschaftswelt rückte. Als Herausgeber der Gazeta de Fisica in den Jahren 1946 bis 1974 war er maßgeblich an einer der sehr wenigen naturwissenschaftlichen Zeitschriften des Landes beteiligt.
Rómulo de Carvalho war zweimal verheiratet und Vater von zwei Kindern.

### Der Dichter Antonio Gedeão
Erst im Alter von 50 Jahren begann er eine zweite Karriere als Dichter und Schriftsteller. Zwar hatte er seit seiner Kindheit sporadisch veröffentlicht, doch war dies zumeist in verstreuten Werken gewesen. Jetzt erschien sein erster Gedichtband, dem weitere folgten, sowie Essays in Magazinen, Theaterstücke und Erzählungen.
Berühmt aber ist er mit seinem Pseudonym Antonio Gedeão vor allem als Lyriker geworden. In seiner Lyrik, humanistisch geprägt, besingt er die Einsamkeit, das Leben, die Hoffnung und versucht eine Symbiose zwischen Naturwissenschaften, der „kalten Kultur“, und der Poesie, „der warmen Kultur“. Er war dem Humanismus und der Demokratie verpflichtet, schrieb aber zwischen den Zeilen, so dass sein Werk während der Diktatur nicht auffiel und durch die Zensur kam.
Als Chefredakteur der Schulzeitung des Liceus Pedro Nunes Palestra 1965 bis 1972 konnte er seine Ideen über Naturwissenschaften direkt an sein Publikum richten.
Sein Gedicht Poema para Galilei, geschrieben anlässlich des 400. Geburtstags des Wissenschaftlers Galileo Galilei, wurde just ins Italienische übertragen und erschien in einer zweisprachigen Doppelausgabe mit Vor- und Nachwort in einer Broschurschrift, die offiziell zu den Texten anlässlich des Jubiläumsjahres erschienen und vom italienischen Kulturministerium herausgegeben wurden.
Diverse Gedichte wurden vertont und für Lieder genutzt. So etwa die Gedichte Pedras Filosofal und Lagrima de Preta sowie sein bekanntes Gedicht Poema para Galileo wurden musikalisch vertont. Der Komponist und Liedermacher José Niza brachte 1972 eine Platte heraus, deren Lieder alle Texte von Gedeão trugen, mit dem Titel Fala do Homem Nascido.

### Der Tod des Dichters
Auch wenn der Mensch Rómulo de Carvalho erst 1997 verstarb, verstummte der Dichter Antonio Gedeão bereits 1990. Carvalho ließ ihn sterben, ohne dass er selbst verstarb, dafür war wohl sein Alter ausschlaggebend. Der Tod des Dichters wurde in den Medien durch Rómulo de Carvalho selbst verkündet, indem er bekanntgab, keine Gedichte mehr zu veröffentlichen. 1990 erschienen die Poemas Postumos, die auf die postumen Verse von Gedeao hinweisen sollten. Gedeão war eine Kunstfigur, hinter der sich der Wissenschaftler versteckte. Er spielte ein ähnliches Spiel wie sein Konkurrent Pessoa es mit seinen Heteronymen gemacht hatte, nur das Antonio Gedeao keine eigene Physiognomie hatte, sondern nur ein Pseudonym von Carvalho war.

## Ehrungen, Nachleben und Rezeption
Schon zu Lebzeiten wurde eine Schule nach Romulo de Carvalho benannt, er wurde Ehrensenator der Akademie der Wissenschaften von Portugal sowie der Sociedade Portuguesa de Fisica. Zu seinem 90. Geburtstag erfuhr er zahlreiche Ehrungen durch den Staat. Er erhielt eine Ehrendoktorwürde der Universität Évora und eine der höchsten Auszeichnungen der Portugiesischen Republik: das Großkreuz des Ordens von Santiago de Espada, verliehen durch den Präsidenten der Portugiesischen Republik. Noch zu Lebzeiten erschien die Filmdokumentation Romulo de Carvalho e o seu Amigo Antonio Gedeão (Rómulo de Carvalho und sein Freund Antonio Gedeão), (1996), die mit einem Augenzwinkern das Leben von Dichter und Wissenschaftler beleuchtete.
Der einhundertste Geburtstag wurde groß gefeiert und man richtete eigens eine Homepage ein, um auf das Leben und Werk von Antonio Gedeão/Rómulo de Carvalho zu verweisen. Bei einem Kolloquium kamen viele in- und ausländische Wissenschaftler und Kulturgrößen zusammen, die in Reden und Veranstaltungen an de Carvalho erinnerten. Die beiden international bekanntesten Teilnehmer waren der portugiesische Schriftsteller Urbano Tavares Rodrigues und der italienische Schriftsteller Antonio Tabucchi.
Der Premio Romulo de Carvalho wird von der Universität Evora ausgelobt und an Wissenschaftler in Portugal verliehen, die sich um die Vermittlung von Naturwissenschaften verdient gemacht haben.
Die Plattenfirma Decca Records brachte 2006 eine CD heraus, auf der Originalgedichte von Gedeão, gesprochen von ihm selbst, zu hören waren.

## Auszeichnungen (Auswahl)
Romulo de Carvalho erhielt hohe Auszeichnungen:
- Großoffizier des Ordens Instrução Pública, 1987
- Ehrendoktor der Universität Evora, 1995
- Großkreuz des Ordens des heiligen Jakob vom Schwert, 1996
- Medalha de merito cultural de Ministro Cultura de Portugal, 1996

## Werk (Auswahl)

### Wissenschaftsgeschichtliche Werke
- Historia da Fundacao do Colegio Real dos Nobres de Lisboa, 1959.
- Relacoes entre Portugal e a Russia no seculo XVIII, 1979.
- A fisica experimental em Portugal no seculo XVIII, 1982.
- A astronomia em Portugal no seculo XVIII, 1985.
- A historia natural em Portugal no seculo XVIII, 1987.
- Biografia sobre Dom Joao Carlos de Braganca, 2. Duque de Lafoes, fundador de Academica de Sciencias de Lisboa, 1987. (Biographie über den Begründer der Akademie der Wissenschaften von Lissabon).

### Populärwissenschaftliche Werke(Auswahl)
- Enbalsamento Egipcio, 1948.
- Historia do Telefone, 1952.
- Historia da Fotografia, 1952.
- Historia dos Baloes, 1953.
- Historia do Atomo, 1955.
- Que e a fisica?, 1959.
- A fisica para o povo, 1968.

### Didaktische Werke, Werke für Schulen (Auswahl)
- Compendia de Quimica para o 3 ciclo, 1949.
- A descoberta do mundo fisico, 1979.
- A natureza corpuscula da materia, 1979.
- A composicao do Ar, 1982.
- A corrente electrica, 1983.

### Fiktionale Werke (Auswahl)

#### Poetische Werke
- Movimento perpetua, 1956, Lyrik.
- Teatro do Mundo, 1958, Lyrik.
- Maquina da Fogo, 1961, Lyrik.
- Linhas de Forcas, 1967, Lyrik.
- Poemas Postumos, 1983, Lyrik.
- Novos Poemas postumos, 1990, Lyrik.
- Poesia Completa, 1990, Lyrik.

#### Theaterstücke
- Vasco da Gama, 1917, Drama in 5 Akten (fragmentarisch)
- Quo est, est, 1927, Studentendrama.
- RTX 78/24, 1963.
- Historia Breve da Luna, 1981.

#### Sonstiges
- A poltrana e outras novelas, 1973, Erzählungen.
- Memorias de Lisboa, Bildband für Lissabon, (als Fotograf), 2000. (Posthum).

Zahllose Veröffentlichungen fiktionaler und wissenschaftlicher Art in Magazinen, Zeitungen und Anthologien.